# ДП-64
ДП-64 «Непрядва» — советский ручной двуствольный противодиверсионный гранатомёт. Разработан специалистами НПО «Базальт» для защиты морских объектов (гидротехнических сооружений, морских платформ, кораблей на внешних рейдах и открытых якорных стоянках) от нападений боевых пловцов.

## История
В 1981 году ЦКИБ СОО приступило к разработке после получения задания на проведение научно-исследовательских работ. Создание к весне 1983 году макетных образцов гранатометов двух калибров: 45 мм для стрельбы на дальность до 400 метров и 50 мм для стрельбы на дальность до 1500 метров. В июне 1983 года проведение испытаний в Севастополе. Государственные испытания выбранного варианта гранатомета (45 мм) были начаты в октябре 1988 года. 4 марта 1990 года гранатомет «Непрядва» был принят на вооружение ВМФ. Впервые был продемонстрирован потенциальным покупателям на международной выставке вооружений в 1993 году.

## Конструкция
Перезарядка осуществляется вручную. Предохранитель механический, расположен перед спусковой скобой; прицел открытый секционный, с шагом шкалы 50 метров. Номенклатура боеприпасов включает два типа выстрелов: световой СГ-45 и фугасной ФГ-45.
Вес гранатомёта — 10 кг. Радиус зоны поражения акустической волной гранаты ФГ-45 под водой 14 м. Регулируемая глубина срабатывания гранаты от 0 до 40 м. В СГ-45 используется механический взрыватель контактного типа, который срабатывает от удара о поверхность воды. Пиротехнический факел из СГ-45 горит на поверхности воды даже в условиях шторма. Прицел гранатомета позволяет стрелку вести огонь как с закрытых позиций по навесной траектории, так и прямой наводкой.

## Тактика
Гранатомет ДП-64 «Непрядва» предназначен для вооружения корабельных подразделений морской пехоты, экипажей корабельно-катерного состава, некоторых частей ФСО, корабельно-катерного состава морской охраны пограничной службы ФСБ и отрядов ПДСС (противодиверсионных сил и средств).
Гранатомет ДП-64 в случае атаки со стороны моря заряжается в один из стволов сигнальной гранатой СГ-45, которая используется для обозначения места цели на водной поверхности. Граната всплывает и горит красным факелом, по которому ведётся стрельба фугасными боеприпасами ФГ-45 из другого ствола. Факел сигнальной гранаты горит в течение 50 секунд. Периодически цель обозначается дополнительными пусками сигнальных гранат.

## Страны-эксплуатанты
- Россия[3]